# I kto to mówi
I kto to mówi (oryg. Look Who's Talking) – komedia z 1989 roku w reżyserii Amy Heckerling, która również napisała scenariusz. W rolach głównych wystąpili John Travolta i Kirstie Alley. Bruce Willis udzielił głosu synowi Mollie – Mikeyemu. W scenie finałowej Julie mówi w myślach głosem Joan Rivers.
Film otrzymał mieszane recenzje; serwis Rotten Tomatoes przyznał mu wynik 58%.

## Fabuła
Mollie Jensen zachodzi w ciążę z żonatym mężczyzną. Decyduje się samotnie wychowywać dziecko. W dniu porodu poznaje sympatycznego taksówkarza Jamesa, który wyświadcza jej przysługę. Wkrótce oboje zaprzyjaźniają się ze sobą. Jednak na horyzoncie pojawia się biologiczny ojciec dziecka...
Oryginalnym pomysłem twórców filmu jest to, że narratorem komentującym wydarzenia, z którego perspektywy oglądamy świat, jest kilkumiesięczne niemowlę.

## Obsada
- John Travolta – James Ubriacco
- Kirstie Alley – Mollie Jensen
- Olympia Dukakis – Rosie
- George Segal – Albert
- Abe Vigoda – Dziadek
- Bruce Willis – Mikey (głos)
- Twink Caplan – Rona
- Jason Schaller – Mikey
- Jaryd Waterhouse – Mikey
- Jacob Haines – Mikey
- Christopher Aydon – Mikey
- Joy Boushel – Melissa
- Don S. Davis – Dr. Fleisher
- Louis Heckerling – Lou
- Brenda Crichlow – Sekretarka
- Sabrina Bailey – Dziecko z piaskownicy